# Mauro Marrone
Mauro Darío Marrone (Lanús, Buenos Aires, Argentina, 23 de junio de 1986) es un exfutbolista argentino que se desempeñaba como volante. Surgió de las divisiones inferiores del Club Atlético Talleres de Remedios de Escalada, club en el cual debutó en primera división en 2002. Jugó en clubes de Argentina y también del exterior.

## Clubes
| Club              | País      | Año         |
| ----------------- | --------- | ----------- |
| Talleres (RdE)    | Argentina | 2002-2009   |
| Almirante Brown   | Argentina | 2009 - 2014 |
| Blooming          | Bolivia   | 2014 - 2015 |
| Oriente Petrolero | Bolivia   | 2015        |
| Atlanta           | Argentina | 2016        |
| Talleres (RdE)    | Argentina | 2017-2019   |
| Berazategui       | Argentina | 2019-2020   |

### Como entrenador
| Club           | País      | Año         |
| -------------- | --------- | ----------- |
| Talleres (RdE) | Argentina | 2023 - 2024 |

#### Estadísticas como técnico
| Equipo                   | Div.                 | Torneo               | Estadísticas | Estadísticas | Estadísticas | Estadísticas | Estadísticas | Estadísticas | Estadísticas | Estadísticas | Estadísticas |
| Equipo                   | Div.                 | Torneo               | PJ           | G            | E            | P            | GF           | GC           | DG           | Efectividad  | Puntos       |
| ------------------------ | -------------------- | -------------------- | ------------ | ------------ | ------------ | ------------ | ------------ | ------------ | ------------ | ------------ | ------------ |
| Talleres (RdE) Argentina | 3.ª                  |                      |              |              |              |              |              |              |              |              |              |
| Talleres (RdE) Argentina | 3.ª                  | Apertura 2023        | 9            | 3            | 4            | 2            | 9            | 8            | +1           | 48.15%       | 13           |
| Talleres (RdE) Argentina | 3.ª                  | Clausura 2023        | 18           | 12           | 5            | 1            | 19           | 4            | +15          | 75.93%       | 41           |
| Talleres (RdE) Argentina | 2.ª                  | 2024                 | 29           | 6            | 11           | 12           | 19           | 31           | -12          | 33.33%       | 29           |
| Talleres (RdE) Argentina | 2.ª                  | Copa Argentina 2024  | 3            | 2            | 1            | 0            | 5            | 3            | +2           | 77.78%       | 7            |
| Talleres (RdE) Argentina | Total                | Total                | 59           | 23           | 21           | 15           | 52           | 46           | +6           | 50.85%       | 90           |
| Total en sus equipos     | Total en sus equipos | Total en sus equipos | 59           | 23           | 21           | 15           | 52           | 46           | +6           | 50.85%       | 90           |

## Palmarés

### Como entrenador
| Título    | Club           | País      | Año  |
| --------- | -------------- | --------- | ---- |
| Primera B | Talleres (RdE) | Argentina | 2023 |